# Society of Artists
A Society of Artists (Sociedade dos Artistas) foi fundada em Londres em 1760 por um grupo de artistas para criar um local para exibição pública de obras recentes de artistas vivos, visto que tais iniciativas há muito faziam sucesso nos salons de Paris. Uma figura proeminente entre os fundadores foi Joshua Reynolds, que em breve também se tornaria fundador da Royal Academy, depois que uma inconveniente disputa pela liderança entre dois importantes arquitetos, Sir William Chambers e James Paine havia dividido a Society of Artists. Paine venceu, mas Chambers usou suas fortes ligações com o rei Jorge III para criar a nova organização: a Royal Academy foi formalmente inaugurada em 1769, mas a Society of Artists continuou sua programação de mostras, competindo também com a Free Society of Artists (1761-1783) até 1791.